# Iasnopoliànske
Iasnopoliànske (en (ucraïnès): Яснополянське) és un poble de la República Autònoma de Crimea a Ucraïna, que el 2014 tenia 723 habitants. Pertany al districte rural de Djankoi.